# Sapekhburto K'lubi Samt'redia
Il Sapekhburto K'lubi Samt'redia (in georgiano საფეხბურთო კლუბი სამტრედია?), meglio noto come Samt'redia, è una società calcistica georgiana con sede nella città di Samtredia. Milita nella Erovnuli Liga 2, la seconda divisione del campionato georgiano di calcio. Nella sua storia ha vinto un campionato georgiano e una Supercoppa di Georgia.

## Storia
Il club venne fondato nel 1936 come Futbol'nyj Klub Lokomotiv Samtredia. Da allora fino alla dissoluzione dell'Unione Sovietica ha partecipato al campionato sovietico di calcio, senza mai raggiungere i primi due livelli. Nel 1972 ha vinto il campionato georgiano sovietico. Dal 1973 al 1989 ha partecipato continuativamente alla Vtoraja Liga, la terza serie del campionato sovietico di calcio.
Nel 1990 venne organizzato il primo campionato nazionale georgiano, la Umaglesi Liga, a cui la squadra prese parte con la nuova denominazione di Sapekhburto K'lubi Sanavardo Samt'redia e concludendo il campionato al dodicesimo posto. Nei due anni successivi il club cambiò denominazione prima in Samt'redia e poi in Lokomotivi Samt'redia, per poi tornare a Samt'redia nel 1993. Nella stagione 1994-1995 il Samt'redia concluse il campionato al secondo posto a soli quattro punti di distanza dalla Dinamo Tbilisi, risultato che gli valse l'ammissione alla Coppa UEFA per l'edizione 1995-1996. La prima partecipazione ad una competizione europea terminò al turno preliminare con la doppia sconfitta patita per mano dei macedoni del Vardar. Nella stagione 1996-1997 arrivò la prima retrocessione in Pirveli Liga, la seconda serie del campionato georgiano di calcio. Nel decennio successivo il club ebbe alti e bassi, con il ritorno in Umaglesi Liga per tre stagioni dal 1998 al 2001, ma anche con qualche partecipazione alla Meore Liga, la terza serie nazionale. Negli stessi anni il club cambiò denominazione più volte in Juba Samt'redia, Iberia Samt'redia, Lokomotivi Samt'redia, Samt'redia e nuovamente Lokomotivi Samt'redia. Nel 2006 dopo la promozione in Pirveli Liga il club tornò ancora alla denominazione Sapekhburto K'lubi Samt'redia. Nella stagione 2015-2016 il Samt'redia concluse il campionato di Umaglesi Liga al secondo posto dietro alla Dinamo Tbilisi, guadagnando così l'accesso alla UEFA Europa League per l'edizione 2016-2017. Come nella prima partecipazione a una competizione UEFA, anche questa volta l'avventura europea si concluse al primo turno preliminare con l'eliminazione ad opera degli azeri del Qəbələ. Nel 2016 la stagione di transizione al nuovo formato della Umaglesi Liga vide il Samt'redia vincere il gruppo rosso ed accedere alla finale per il titolo contro il Chikhura Sachkhere: dopo aver vinto la gara di andata in casa per 2-0, riuscì a difendere il vantaggio nella gara di ritorno, vincendo per la prima volta il campionato georgiano. Grazie a questo successo il Samt'redia ha guadagnato l'accesso per la prima volta alla UEFA Champions League per l'edizione 2017-2018, venendo eliminato subito al secondo turno preliminare dagli azeri del Qarabağ.

## Palmarès

### Competizioni nazionali
- Campionato georgiano sovietico: 1

1972
- Umaglesi Liga: 1

2016
- Supercoppa di Georgia: 1

2017

### Altri piazzamenti
- Campionato georgiano:

Secondo posto: 1994-1995
Terzo posto: 2015-2016, 2017
- Coppa di Georgia:

Finalista: 2014-2015
- Erovnuli Liga 2:

Secondo posto: 1997-1998, 2019

## Organico

### Rosa 2021
Aggiornata al 5 febbraio 2021.
| N. |                        | Ruolo | Calciatore          |
| -- | ---------------------- | ----- | ------------------- |
| 1  | Georgia (bandiera)     | P     | Giorgi Kulua        |
| 3  | Georgia (bandiera)     | C     | Tamaz Tsetskhladze  |
| 4  | Brasile (bandiera)     | D     | Cristian            |
| 6  | Azerbaigian (bandiera) | D     | İbrahim Qədirzadə   |
| 7  | Georgia (bandiera)     | A     | Mate Kvirkvia       |
| 8  | Georgia (bandiera)     | C     | Anatoli Mesiachenko |
| 9  | Georgia (bandiera)     | A     | Otar Kobakhidze     |
| 10 | Georgia (bandiera)     | A     | Giorgi Iluridze     |
| 11 | Brasile (bandiera)     | A     | Nathan Júnior       |
| 14 | Georgia (bandiera)     | C     | Guram Lukava        |
| 15 | Georgia (bandiera)     | D     | Shalva Nadiradze    |

| N. |                    | Ruolo | Calciatore          |
| -- | ------------------ | ----- | ------------------- |
| 16 | Georgia (bandiera) | D     | Giorgi Akhaladze    |
| 20 | Georgia (bandiera) | C     | Givi Ioseliani      |
| 21 | Uruguay (bandiera) | A     | Paulino Varietti    |
| 22 | Georgia (bandiera) | A     | Luka Robakidze      |
| 25 | Serbia (bandiera)  | D     | Mihailo Milutinović |
| 26 | Uruguay (bandiera) | D     | Esteban Mascareña   |
| 27 | Georgia (bandiera) | C     | Shota Kerdzevadze   |
| 28 | Georgia (bandiera) | C     | Davit Jikia         |
| 30 | Georgia (bandiera) | P     | Beka Kurdadze       |
| 33 | Georgia (bandiera) | D     | Andro Giorgadze     |

### Rosa 2020
Aggiornata al 5 marzo 2020.
| N. |                     | Ruolo | Calciatore        |
| -- | ------------------- | ----- | ----------------- |
| 1  | Moldavia (bandiera) | P     | Ștefan Sicaci     |
| 2  | Georgia (bandiera)  | D     | Guja Rukhaia      |
| 4  | Georgia (bandiera)  | D     | Aliko Chakvetadze |
| 6  | Georgia (bandiera)  | D     | Varlam Kilasonia  |
| 7  | Georgia (bandiera)  | C     | Mate Kvirkvia     |
| 8  | Georgia (bandiera)  | C     | Lasha Kochladze   |
| 9  | Georgia (bandiera)  | A     | Luka Imnadze      |
| 10 | Georgia (bandiera)  | A     | Giorgi Iluridze   |
| 11 | Senegal (bandiera)  | A     | Arfang Daffé      |
| 12 | Georgia (bandiera)  | P     | Giorgi Kulua      |
| 13 | Brasile (bandiera)  | A     | Nathan Júnior     |
| 14 | Georgia (bandiera)  | C     | Guram Lukava      |
| 16 | Georgia (bandiera)  | D     | Giorgi Akhaladze  |

| N. |                        | Ruolo | Calciatore              |
| -- | ---------------------- | ----- | ----------------------- |
| 17 | Azerbaigian (bandiera) | C     | Nicat Qurbanov          |
| 19 | Georgia (bandiera)     | P     | Konstantine Sepiashvili |
| 20 | Georgia (bandiera)     | C     | Anatoli Mesiachenko     |
| 22 | Ghana (bandiera)       | D     | Samuel Inkoom           |
| 23 | Spagna (bandiera)      | C     | Diego Diz               |
| 24 | Georgia (bandiera)     | D     | Giorgi Jgerenaia        |
| 26 | Serbia (bandiera)      | C     | Strahinja Pavišić       |
| 27 | Georgia (bandiera)     | C     | Shota Kerdzevadze       |
| 29 | Gambia (bandiera)      | D     | Kabba Sambou            |
| 30 | Georgia (bandiera)     | C     | David Targamadze        |
| 31 | Portogallo (bandiera)  | D     | Ricardo Ferreira        |
| 33 | Georgia (bandiera)     | D     | Lasha Totadze           |

## Statistiche

### Partecipazione alle competizioni UEFA
| Stagione  | Torneo                | Turno                     | Club    | Andata | Ritorno | Totale |
| --------- | --------------------- | ------------------------- | ------- | ------ | ------- | ------ |
| 1995-1996 | Coppa UEFA            | Turno preliminare         | Vardar  | 0-1    | 0-2     | 0-3    |
| 2016-2017 | UEFA Europa League    | Primo turno preliminare   | Qəbələ  | 1-5    | 2-1     | 3-6    |
| 2017-2018 | UEFA Champions League | Secondo turno preliminare | Qarabağ | 0-5    | 0-1     | 0-6    |